# Адміністративний устрій Макарівського району
Адміністративний устрій Макарівського району — адміністративно-територіальний поділ колишнього Макарівського району Київської області на 2 селищні ради та 36 сільських рад, які об'єднують 69 населених пунктів і підпорядковані Макарівській районній раді. Адміністративний центр — смт Макарів.

## Список радМакарівського району
| №  | Назва                           | Центр              | Населені пункти                                          | Площа км² | Місце за площею | Населення (2001), осіб. | Місце за населенням |
| -- | ------------------------------- | ------------------ | -------------------------------------------------------- | --------- | --------------- | ----------------------- | ------------------- |
| 1  | Кодрянська селищна рада         | смт Кодра          | смт Кодра                                                |           |                 |                         |                     |
| 2  | Макарівська селищна рада        | смт Макарів        | смт Макарів с. Зурівка с. Калинівка с. Фасівочка         |           |                 |                         |                     |
| 3  | Андріївська сільська рада       | с. Андріївка       | с. Андріївка с. Червона Гірка                            |           |                 |                         |                     |
| 4  | Бишівська сільська рада         | с. Бишів           | с. Бишів с. Горобіївка с. Лубське с. Ферма               |           |                 |                         |                     |
| 5  | Борівська сільська рада         | с. Борівка         | с. Борівка с. Лисиця с. Садки-Строївка с. Шнурів Ліс     |           |                 |                         |                     |
| 6  | Великокарашинська сільська рада | с. Великий Карашин | с. Великий Карашин с. Малий Карашин                      |           |                 |                         |                     |
| 7  | Вільненська сільська рада       | с. Вільне          | с. Вільне с. Юрівка                                      |           |                 |                         |                     |
| 8  | Гавронщинська сільська рада     | с. Гавронщина      | с. Гавронщина                                            |           |                 |                         |                     |
| 9  | Гружчанська сільська рада       | с. Грузьке         | с. Грузьке с. Весела Слобідка                            |           |                 |                         |                     |
| 10 | Забуянська сільська рада        | с. Забуяння        | с. Забуяння с. Волосінь с. Макарівська Буда с. Соболівка |           |                 |                         |                     |
| 11 | Козичанська сільська рада       | с. Козичанка       | с. Козичанка                                             |           |                 |                         |                     |
| 12 | Колонщинська сільська рада      | с. Колонщина       | с. Колонщина с. Березівка с. Мар'янівка с. Миколаївка    |           |                 |                         |                     |
| 13 | Комарівська сільська рада       | с. Комарівка       | с. Комарівка                                             |           |                 |                         |                     |
| 14 | Копилівська сільська рада       | с. Копилів         | с. Копилів с. Северинівка                                |           |                 |                         |                     |
| 15 | Королівська сільська рада       | с. Королівка       | с. Королівка с. Новомирівка с. Ферма                     |           |                 |                         |                     |
| 16 | Липівська сільська рада         | с. Липівка         | с. Липівка с. Лозовик                                    |           |                 |                         |                     |
| 17 | Лишнянська сільська рада        | с. Лишня           | с. Лишня с. Осикове                                      |           |                 |                         |                     |
| 18 | Людвинівська сільська рада      | с. Людвинівка      | с. Людвинівка                                            |           |                 |                         |                     |
| 19 | Маковищенська сільська рада     | с. Маковище        | с. Маковище с. Вишеград                                  |           |                 |                         |                     |
| 20 | Мар'янівська сільська рада      | с. Мар'янівка      | с. Мар'янівка                                            |           |                 |                         |                     |
| 21 | Мостищенська сільська рада      | с. Мостище         | с. Мостище                                               |           |                 |                         |                     |
| 22 | Мотижинська сільська рада       | с. Мотижин         | с. Мотижин                                               |           |                 |                         |                     |
| 23 | Наливайківська сільська рада    | с. Наливайківка    | с. Наливайківка с. Почепин                               |           |                 |                         |                     |
| 24 | Небелицька сільська рада        | с. Небелиця        | с. Небелиця                                              |           |                 |                         |                     |
| 25 | Ніжиловицька сільська рада      | с. Ніжиловичі      | с. Ніжиловичі                                            |           |                 |                         |                     |
| 26 | Новосілківська сільська рада    | с. Новосілки       | с. Новосілки                                             |           |                 |                         |                     |
| 27 | Опачицька сільська рада         | с. Нові Опачичі    | с. Нові Опачичі                                          |           |                 |                         |                     |
| 28 | Пашківська сільська рада        | с. Пашківка        | с. Пашківка с. Вітрівка                                  |           |                 |                         |                     |
| 29 | Плахтянська сільська рада       | с. Плахтянка       | с. Плахтянка                                             |           |                 |                         |                     |
| 30 | Рожівська сільська рада         | с. Рожів           | с. Рожів                                                 |           |                 |                         |                     |
| 31 | Ситняківська сільська рада      | с. Ситняки         | с. Ситняки                                               |           |                 |                         |                     |
| 32 | Соснівська сільська рада        | с. Соснівка        | с. Соснівка с. Конопельки                                |           |                 |                         |                     |
| 33 | Фасівська сільська рада         | с. Фасова          | с. Фасова                                                |           |                 |                         |                     |
| 34 | Червонослобідська сільська рада | с. Червона Слобода | с. Червона Слобода                                       |           |                 |                         |                     |
| 35 | Чорногородська сільська рада    | с. Чорногородка    | с. Чорногородка                                          |           |                 |                         |                     |
| 36 | Юрівська сільська рада          | с. Юрів            | с. Юрів с. Завалівка с. Копіївка                         |           |                 |                         |                     |
| 37 | Яблунівська сільська рада       | с. Яблунівка       | с. Яблунівка с. Леонівка                                 |           |                 |                         |                     |
| 38 | Ясногородська сільська рада     | с. Ясногородка     | с. Ясногородка                                           |           |                 |                         |                     |

* Примітки: м. — місто, смт — селище міського типу, с. — село, с-ще — селище